# Summerdelics
Summerdelics é o décimo quarto álbum de estúdio da banda japonesa de pop rock Glay, lançado em 12 de julho de 2017. Foi lançado em três versões: a edição regular com o álbum, uma edição especial com o álbum e dois DVDs ao vivo, e uma outra edição especial com o álbum, quatro álbuns ao vivo e três blue rays.
Vendeu mais de 53 mil cópias em menos de uma semana, estreando no topo tanto da parada semanal da Oricon quanto da Billboard Japan Top Album Sales, ficando na primeira por cinco semanas e na segunda por nove. No final do ano, chegou à 51ª colocação na lista de álbuns mais vendidos de 2017 da Billboard Japan e à 58ª na mesma lista da Oricon.
Várias canções do álbum foram usados bem antes de seu lançamento em animes, séries de TV e eventos esportivos. "Deathtopia" foi lançada como single no dia 3 de agosto de 2016, e tanto ela quanto seu lado B "Chou Onsoku Desutini" (que também é a quarta faixa no álbum) foram usadas como temas de abertura do anime Kuromukuro. "Sora ga Aozora de Aru Tame ni" também foi usada como tema de abertura para um anime: Diamondo no Ace. " The Other End of the World" será usada como tema de abertura para a série da Netflix Final Fantasy XIV: Daddy of Light. "Scoop" foi usada como tema de encerramento do programa da TV Asahi Onegai! Ranking.
"XYZ" foi composta para o comercial de TV da etapa de Chiba da temporada da Red Bull Air Race World Series de 2017. "Longo Run" foi usada como canção oficial da Maratona de Hokkaido de 2017. Além disso, "Supernova Express 2017" é uma versão nova da canção lançada anteriormente e intitulada "Supernova Express 2016", que foi usada como música do Hokkaidō Shinkansen, da Hokkaido Railway Company.

## Lista de faixas
| N.º            | Título                                                 | Letras         | Música         | Duração |  |
| 1.             | "シン・ゾンビ (Sin Zombie)"                            | Hisashi        | Hisashi        | 3:54    |  |
| 2.             | "微熱Ⓐgirlサマー (Binetsu Agirl Summer)"               | Hisashi        | Hisashi        | 3:54    |  |
| 3.             | "XYZ"                                                  | Takuro         | Takuro         | 3:15    |  |
| 4.             | "超音速デスティニー (Chou Onsoku Desutini)"            | Hisashi        | Hisashi        | 4:32    |  |
| 5.             | "ロングラン (Ronguran (Long Run))"                     | Takuro         | Takuro         | 5:25    |  |
| 6.             | "The Other End of the Globe"                           | Teru           | Teru, Takuro   | 4:46    |  |
| 7.             | "デストピア (Desutopia (Deathtopia))"                  | Hisashi        | Hisashi        | 3:59    |  |
| 8.             | "Heroes"                                               | Teru           | Teru           | 4:14    |  |
| 9.             | "Summerdelics"                                         | Takuro         | Jiro           | 4:10    |  |
| 10.            | "空が青空であるために (Sora ga Aozora de Aru Tame ni)" | Teru           | Teru           | 4:06    |  |
| 11.            | "Scoop"                                                | Takuro         | Jiro           | 3:32    |  |
| 12.            | "聖者のいない町 (Seija no I Nai Machi)"                | Takuro         | Takuro         | 6:42    |  |
| 13.            | "Supernova Express 2017"                               | Takuro         | Takuro         | 4:40    |  |
| 14.            | "Lifetime"                                             | Jiro           | Jiro           | 5:32    |  |
| Duração total: | Duração total:                                         | Duração total: | Duração total: | 62:41   |  |